# Deep Space Nine
Deep Space Nine (DS9) är en fiktiv rymdstation i science fiction-TV-serien Star Trek: Deep Space Nine. I serien byggdes stationen 2351 av utomjordingarna cardassierna, vilka kallar stationen Terok Nor. Cardassierna är en fientlig ras gentemot Jorden och dess allierade, samlade i en organisation kallad Federationen.

Stationen placerades i omloppsbana kring planeten Bajor under den cardassiska ockupationen av Bajor. Planeten har rika mineralfyndigheter som cardassierna vill utvinna. När cardassierna avslutade ockupationen 2369, efter ett gerillakrig, begärde den tillfälliga bajoranska regeringen stöd av Federationen för försvar och administration. Stationen hamnade efter ockupationen under bajoransk jurisdiktion och är därför understående deras lagar.
Stationen anges vara 1 452 meter i diameter och ha cirka 500 mans besättning. Totalt sägs stationen ha kapacitet för 7 000 personer.

## Beskrivning
Deep Space Nine, med en diameter på över en kilometer, består av en bred yttre dockningsring; en inre habitatring innehållande bostäder; samt en central kärna som innehåller promenaden, fusionsreaktorer och centralen för operationer, kallad "Ops". Tre uppsättningar dockningspyloner sträcker sig lika långt upp och ner runt dockningsringen, som tillsammans med pylonerna bildar en sfärisk form. Designen är densamma som hos Empok Nor, en annan cardassisk rymdstation. Den är lokaliserad vid mynningen av det strategiskt essentiella maskhålet som stora delar av seriens handling kretsar kring, inte långt från planeten Bajor.

### Faciliteter
Promenaden är den allmänna huvudgatan där besökare och invånare samlas. Längs med den finns Quark's Bar (en av de mest populära platserna), som även innehåller holosviter, sjukstugan, the replimat (ett matställe med replikatorer och självbetjäning), ett bajorianskt tempel, Elim Garaks klädbutik, säkerhetschefen Odos kontor, en klingonsk restaurang, ett kontor för mineralanalys, en godiskiosk, och under delar av den första säsongen, Keiko O'Briens klassrum. Normalt lever drygt 300 bofasta invånare ombord DS9, fastän stationen kan rymma upp till 7 000.